# Amoseralm
Die Amoseralm (auch Amosergrundalm, Amoser-Heimalm und Amoser-Niederalm) ist eine Alm in der Gemeinde Dorfgastein im österreichischen Bundesland Salzburg.

## Lage und Charakteristik
Die Amoseralm erstreckt sich an den östlichen Berghängen des Hahnbalzköpfls in der Goldberggruppe. Sie liegt in der Ortschaft Unterberg und in der Katastralgemeinde Klammstein. Sie ist wie die Amoser-Hochalm dem Amosergut in Unterberg zugehörig.

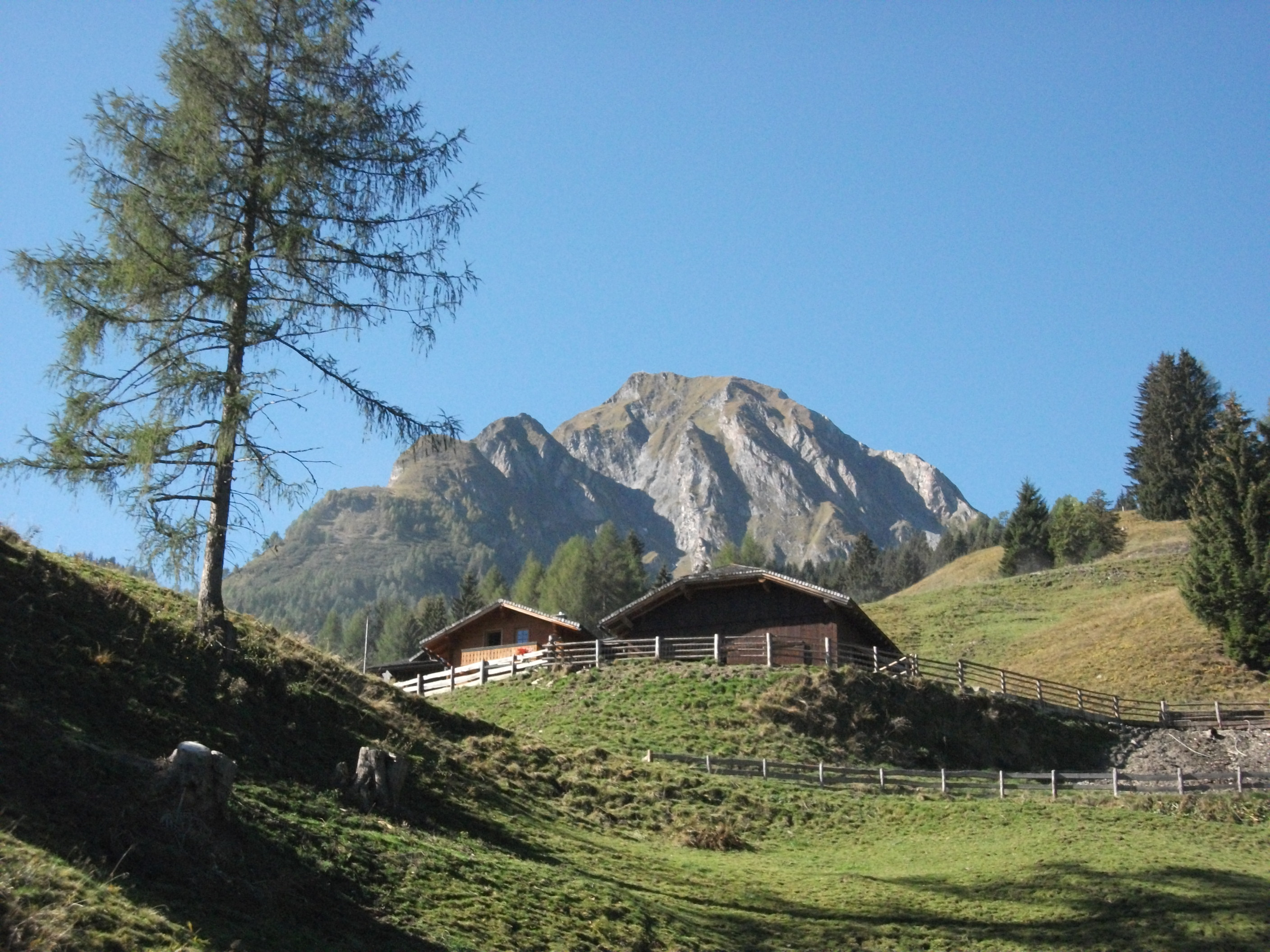
Almhütte auf der Amoseralm

Eine Almhütte steht auf einer Höhe von 1188 m ü. A. Hier werden in den Sommermonaten kleine Speisen aus eigener Erzeugung angeboten. Auf Anfrage sind auch Übernachtungen möglich. Außerdem befindet sich hier eine Stempelstelle für Wandernadeln des Österreichischen Alpenvereins. Neben der Hütte liegt ein kleiner Fischteich.
Die Amoseralm fällt Richtung Süden und Südwesten in das Tal des Bernkogelbachs ab. Sie ist Teil des Gemeinschaftsjagdgebiets Dorfgastein West. Auf der Alm gibt es mehrere Kleinseggenriede und horstige Großseggenriede. Zwischen der Amoseralm und der Amoser-Hochalm im Westen erstreckt sich eine Rotwild-Ruhezone, die von 1. November bis 31. Mai nicht betreten werden darf. Über die Amoseralm verläuft eine Mountainbikestrecke auf die Amoser-Hochalm.

## Geschichte
Im von 1823 bis 1830 erstellten Franziszeischen Kataster ist im Bereich der Alm eine Flur namens Unter Neudeck verzeichnet.